# Списак споменика културе у Подунавском округу
Следи списак споменика културе у Подунавском округу.
| ИД      | Слика                                                             | Назив                                                             | Адреса             | Координате                                     | Место                         | Градска општина | Општина             | Надлежни завод |
| ------- | ----------------------------------------------------------------- | ----------------------------------------------------------------- | ------------------ | ---------------------------------------------- | ----------------------------- | --------------- | ------------------- | -------------- |
| СК 538  | Смедеревска тврђава                                               | Смедеревска тврђава                                               |                    | 44.668714°N 20.929145°E / 44.668714, 20.929145 | Смедерево                     |                 | Смедерево           | СМЕДЕРЕВО      |
| СК 539  | Манастир Покајница                                                | Манастир Покајница                                                |                    | 44.310092°N 21.056594°E / 44.310092, 21.056594 | Старо Село (Велика Плана)     |                 | Велика Плана        | СМЕДЕРЕВО      |
| СК 540  | Црква Успења Пресвете Богородице на Старом смедеревском гробљу    | Црква Успења Пресвете Богородице на Старом смедеревском гробљу    | Народног фронта    | 44.663037°N 20.919641°E / 44.663037, 20.919641 | Смедерево                     |                 | Смедерево           | СМЕДЕРЕВО      |
| СК 544  | Манастир Копорин                                                  | Манастир Копорин                                                  |                    | 44.315696°N 21.001178°E / 44.315696, 21.001178 | Велика Плана                  |                 | Велика Плана        | СМЕДЕРЕВО      |
| СК 545  | Зграда Окружног суда у Смедереву                                  | Зграда Окружног суда у Смедереву                                  | Трг републике 2    | 44.665494°N 20.926615°E / 44.665494, 20.926615 | Смедерево                     |                 | Смедерево           | СМЕДЕРЕВО      |
| СК 547  | Стара друмска механа породице Младеновић                          | Стара друмска механа породице Младеновић                          |                    | 44.486977°N 21.081647°E / 44.486977, 21.081647 | Сараорци                      |                 | Смедерево           | СМЕДЕРЕВО      |
| СК 549  | Црква брвнара у Крњеву                                            | Црква брвнара у Крњеву                                            |                    | 44.398279°N 21.027375°E / 44.398279, 21.027375 | Крњево                        |                 | Велика Плана        | СМЕДЕРЕВО      |
| СК 550  | Црква брвнара Светог Илије у Смедеревској Паланци                 | Црква брвнара Светог Илије у Смедеревској Паланци                 | Васе Пелагића      | 44.37032°N 20.951988°E / 44.37032, 20.951988   | Смедеревска Паланка           |                 | Смедеревска Паланка | СМЕДЕРЕВО      |
| СК 551  | Тврђава Кулич                                                     | Тврђава Кулич                                                     |                    | 44.700935°N 21.027053°E / 44.700935, 21.027053 | Кулич                         |                 | Смедерево           | СМЕДЕРЕВО      |
| СК 552  | Црква Светог арханђела Гаврила у Осипаоници                       | Црква Светог арханђела Гаврила у Осипаоници                       |                    | 44.538443°N 21.061067°E / 44.538443, 21.061067 | Осипаоница                    |                 | Смедерево           | СМЕДЕРЕВО      |
| СК 553  | Зграда Гимназије у Смедереву                                      | Зграда Гимназије у Смедереву                                      | Трг Слободе 3      | 44.664563°N 20.928492°E / 44.664563, 20.928492 | Смедерево                     |                 | Смедерево           | СМЕДЕРЕВО      |
| СК 554  | Црква Светог Георгија у Смедереву                                 | Црква Светог Георгија у Смедереву                                 | Његошева           | 44.665173°N 20.927409°E / 44.665173, 20.927409 | Смедерево                     |                 | Смедерево           | СМЕДЕРЕВО      |
| СК 555  | Зграда Прве смедеревске кредитне банке                            | Зграда Прве смедеревске кредитне банке                            | Краља Петра I 5    | 44.665791°N 20.924769°E / 44.665791, 20.924769 | Смедерево                     |                 | Смедерево           | СМЕДЕРЕВО      |
| СК 556  | Стара кафана породице Штерић                                      | Стара кафана породице Штерић                                      |                    | 44.545983°N 21.04742°E / 44.545983, 21.04742   | Осипаоница                    |                 | Смедерево           | СМЕДЕРЕВО      |
| СК 557  | Спомен радионица „Јосип Броз Тито“                                | Спомен радионица „Јосип Броз Тито“                                |                    | 44.361599°N 20.963683°E / 44.361599, 20.963683 | Смедеревска Паланка           |                 | Смедеревска Паланка | СМЕДЕРЕВО      |
| СК 558  | Зграда у којој је становао Јосип Броз Тито у Смедеревској Паланци | Зграда у којој је становао Јосип Броз Тито у Смедеревској Паланци |                    |                                                | Смедеревска Паланка           |                 | Смедеревска Паланка | СМЕДЕРЕВО      |
| СК 559  | Зграда Народног музеја у Смедеревској Паланци                     | Зграда Народног музеја у Смедеревској Паланци                     |                    | 44.366316°N 20.956162°E / 44.366316, 20.956162 | Смедеревска Паланка           |                 | Смедеревска Паланка | СМЕДЕРЕВО      |
| СК 560  | Црква Светог Преображења у Смедеревској Паланци                   | Црква Светог Преображења у Смедеревској Паланци                   | Карађорђева        | 44.36469°N 20.956462°E / 44.36469, 20.956462   | Смедеревска Паланка           |                 | Смедеревска Паланка | СМЕДЕРЕВО      |
| СК 561  | Зграда Прве земљорадничке задруге у Азањи                         | Зграда Прве земљорадничке задруге у Азањи                         |                    | 44.433719°N 20.878398°E / 44.433719, 20.878398 | Азања                         |                 | Смедеревска Паланка | СМЕДЕРЕВО      |
| СК 573  | Гроб и споменик Станоја Главаша                                   | Гроб и споменик Станоја Главаша                                   |                    | 44.289183°N 20.937461°E / 44.289183, 20.937461 | Баничина                      |                 | Смедеревска Паланка | СМЕДЕРЕВО      |
| СК 574  | Зграда старе кланице у Великој Плани                              | Зграда старе кланице у Великој Плани                              |                    | 44.334969°N 21.076208°E / 44.334969, 21.076208 | Велика Плана                  |                 | Велика Плана        | СМЕДЕРЕВО      |
| СК 610  | Црква брвнара Светих апостола Петра и Павла у Лозовику            | Црква брвнара Светих апостола Петра и Павла у Лозовику            |                    | 44.47453°N 21.085917°E / 44.47453, 21.085917   | Лозовик (Велика Плана)        |                 | Велика Плана        | СМЕДЕРЕВО      |
| СК 612  | Црква брвнара Св. Тројице у Селевцу                               | Црква брвнара Св. Тројице у Селевцу                               |                    | 44.497669°N 20.870921°E / 44.497669, 20.870921 | Селевац                       |                 | Смедеревска Паланка | СМЕДЕРЕВО      |
| СК 614  | Зграда Гимназије у Смедеревској Паланци                           | Зграда Гимназије у Смедеревској Паланци                           | Вука Караџића 18   | 44.367106°N 20.958799°E / 44.367106, 20.958799 | Смедеревска Паланка           |                 | Смедеревска Паланка | СМЕДЕРЕВО      |
| СК 621  | Пошаљи фотографију                                                | Кућа брвнара у Голобоку                                           |                    | 44.450096°N 20.998161°E / 44.450096, 20.998161 | Голобок                       |                 | Смедеревска Паланка | СМЕДЕРЕВО      |
| СК 699  | Црква Светих Петра и Павла у Коларима                             | Црква Светих Петра и Павла у Коларима                             |                    | 44.585661°N 20.897765°E / 44.585661, 20.897765 | Колари                        |                 | Смедерево           | СМЕДЕРЕВО      |
| СК 702  | Црква Светог Вазнесења у Старом Селу                              | Црква Светог Вазнесења у Старом Селу                              | Булевар ослобођења | 44.293799°N 21.091537°E / 44.293799, 21.091537 | Старо Село (Велика Плана)     |                 | Велика Плана        | СМЕДЕРЕВО      |
| СК 704  | Зграда Општинског дома у Смедереву                                | Зграда Општинског дома у Смедереву                                |                    | 44.665273°N 20.926894°E / 44.665273, 20.926894 | Смедерево                     |                 | Смедерево           | СМЕДЕРЕВО      |
| СК 707  | Кућа Поповића у Коларима                                          | Кућа Поповића у Коларима                                          |                    |                                                | Колари                        |                 | Смедерево           | СМЕДЕРЕВО      |
| СК 716  | Кућа Миливоја Манасића                                            | Кућа Миливоја Манасића                                            |                    |                                                | Радинац                       |                 | Смедерево           | СМЕДЕРЕВО      |
| СК 717  | Комплекс објеката Веронике Клонфер                                | Комплекс објеката Веронике Клонфер                                |                    | 44.545921°N 20.831831°E / 44.545921, 20.831831 | Друговац                      |                 | Смедерево           | СМЕДЕРЕВО      |
| СК 817  | Црква Светог арханђела Гаврила и собрашица у Кусатку              | Црква Светог арханђела Гаврила и собрашица у Кусатку              |                    | 44.422778°N 20.824839°E / 44.422778, 20.824839 | Кусадак                       |                 | Смедеревска Паланка | СМЕДЕРЕВО      |
| СК 829  | Црква Св. Петра и Павла у Лозовику                                | Црква Св. Петра и Павла у Лозовику                                |                    | 44.474094°N 21.085593°E / 44.474094, 21.085593 | Лозовик (Велика Плана)        |                 | Велика Плана        | СМЕДЕРЕВО      |
| СК 830  | Црква Рођења Пресвете Богородице у Милошевцу                      | Црква Рођења Пресвете Богородице у Милошевцу                      |                    | 44.441808°N 21.110374°E / 44.441808, 21.110374 | Милошевац (Велика Плана)      |                 | Велика Плана        | СМЕДЕРЕВО      |
| СК 831  | Црква Светог Георгија у Новом Селу                                | Црква Светог Георгија у Новом Селу                                |                    | 44.259946°N 21.09141°E / 44.259946, 21.09141   | Ново Село (Велика Плана)      |                 | Велика Плана        | СМЕДЕРЕВО      |
| СК 1708 | Кућа Илије Николића                                               | Кућа Илије Николића                                               |                    |                                                | Велико Орашје                 |                 | Велика Плана        | СМЕДЕРЕВО      |
| СК 1709 | Кућа Владислава Ћертића                                           | Кућа Владислава Ћертића                                           |                    |                                                | Кусадак                       |                 | Смедеревска Паланка | СМЕДЕРЕВО      |
| СК 1711 | Кућа Николајевића са апотеком                                     | Кућа Николајевића са апотеком                                     |                    |                                                | Азања                         |                 | Смедеревска Паланка | СМЕДЕРЕВО      |
| СК 1713 | Зграда у Ул. Милоша Великог бр. 79. у Великој Плани               | Зграда у Ул. Милоша Великог бр. 79. у Великој Плани               | Милоша Великог 79  | 44.329451°N 21.077868°E / 44.329451, 21.077868 | Велика Плана                  |                 | Велика Плана        | СМЕДЕРЕВО      |
| СК 1714 | Стара кућа у Ул. Анте Протића бр. 2                               | Стара кућа у Ул. Анте Протића бр. 2                               | Анте Протића 2     | 44.663991°N 20.923771°E / 44.663991, 20.923771 | Смедерево                     |                 | Смедерево           | СМЕДЕРЕВО      |
| СК 1717 | Кућа брвнара Драгослава Пашића                                    | Кућа брвнара Драгослава Пашића                                    |                    |                                                | Милошевац (Велика Плана)      |                 | Велика Плана        | СМЕДЕРЕВО      |
| СК 1718 | Родна кућа Пере Тодоровића                                        | Родна кућа Пере Тодоровића                                        |                    |                                                | Водице (Смедеревска Паланка)  |                 | Смедеревска Паланка | СМЕДЕРЕВО      |
| СК 1724 | Црква Светог Пророка Јеремије у Врбовцу                           | Црква Светог Пророка Јеремије у Врбовцу                           |                    | 44.57147°N 20.953457°E / 44.57147, 20.953457   | Врбовац (Смедерево)           |                 | Смедерево           | СМЕДЕРЕВО      |
| СК 1725 | Црква Светог Арханђела Гаврила у Ракинцу                          | Црква Светог Арханђела Гаврила у Ракинцу                          |                    | 44.263012°N 21.059672°E / 44.263012, 21.059672 | Ракинац                       |                 | Велика Плана        | СМЕДЕРЕВО      |
| СК 1726 | Црква Свете Петке у Великом Орашју                                | Црква Свете Петке у Великом Орашју                                |                    | 44.366876°N 21.081666°E / 44.366876, 21.081666 | Велико Орашје                 |                 | Велика Плана        | СМЕДЕРЕВО      |
| СК 1727 | Црква Свете Тројице у Вранову                                     | Црква Свете Тројице у Вранову                                     |                    | 44.601316°N 20.991427°E / 44.601316, 20.991427 | Враново                       |                 | Смедерево           | СМЕДЕРЕВО      |
| СК 1728 | Црква Светог Вазнесења у Голобоку                                 | Црква Светог Вазнесења у Голобоку                                 |                    | 44.452914°N 21.005148°E / 44.452914, 21.005148 | Голобок                       |                 | Смедеревска Паланка | СМЕДЕРЕВО      |
| СК 1729 | Црква Светог Арханђела Гаврила у Баничини                         | Црква Светог Арханђела Гаврила у Баничини                         |                    | 44.289083°N 20.93717°E / 44.289083, 20.93717   | Баничина                      |                 | Смедеревска Паланка | СМЕДЕРЕВО      |
| СК 1731 | Црква Светих бесребреника Кузмана и Дамјана у Азањи               | Црква Светих бесребреника Кузмана и Дамјана у Азањи               |                    | 44.434347°N 20.879406°E / 44.434347, 20.879406 | Азања                         |                 | Смедеревска Паланка | СМЕДЕРЕВО      |
| СК 1734 | Црква Рођења Пресвете Богородице у Липама                         | Црква Рођења Пресвете Богородице у Липама                         |                    | 44.640979°N 20.997811°E / 44.640979, 20.997811 | Липе (Смедерево)              |                 | Смедерево           | СМЕДЕРЕВО      |
| СК 1735 | Црква Светог Пророка Илије у Михајловцу                           | Црква Светог Пророка Илије у Михајловцу                           |                    | 44.543138°N 20.977941°E / 44.543138, 20.977941 | Михајловац (Смедерево)        |                 | Смедерево           | СМЕДЕРЕВО      |
| СК 2020 | Вила Митинац у Смедереву                                          | Вила Митинац у Смедереву                                          | Горанска 49        | 44.664136°N 20.909833°E / 44.664136, 20.909833 | Смедерево                     |                 | Смедерево           | СМЕДЕРЕВО      |
| СК 2021 | Летњиковац Обреновића на Плавинцу код Смедерева                   | Летњиковац Обреновића на Плавинцу код Смедерева                   | Тимочка 2          |                                                | Смедерево                     |                 | Смедерево           | СМЕДЕРЕВО      |
| СК 2022 | Окућница Латинке Ивановић у Башину                                | Окућница Латинке Ивановић у Башину                                |                    |                                                | Башин                         |                 | Смедеревска Паланка | СМЕДЕРЕВО      |
| СК 2235 | Пошаљи фотографију                                                | Црква Свете Тројице и стара школа у Церовцу                       |                    |                                                | Церовац (Смедеревска Паланка) |                 | Смедеревска Паланка | СМЕДЕРЕВО      |